# Pärnu-museum
Het Pärnu-museum is een museum in de Estse stad Pärnu. Behalve de hoofdlocatie beheert het museum ook het Koidula-museum en de rode toren.

## Geschiedenis
Het museum werd opgericht op 3 november 1896 door een groep Baltische Duitsers van de Pernauer Alterthumforschende Gesellschaft (Vereniging van Archeologie) met als doel de lokale geschiedenis te bestuderen, presenteren en behouden. Aanvankelijk was het een kleine en nauwelijks toegankelijke collectie. In 1909 verhuisde het museum naar het adres Elevandi 7. In 1940 werden de museumcollecties tijdens de Sovjetbezetting genationaliseerd door de Sovjetregering. Tijdens de Tweede Wereldoorlog, in september 1944, brandde dit gebouw af, waarbij een deel van de collectie verloren ging. Een deel van de collectie was buiten de stad veiliggesteld en bleef behouden.
Na deze brand verhuisde het museum naar Aia 4, een twee verdiepingen tellend bakstenen gebouw dat volgens de toenmalige museumvereisten werd herbouwd. In 1971 werd een nieuwe permanente expositie geopend. Omdat het toenmalige gebouw daarvoor te klein was, verhuisde het museum naar de huidige locatie op het adres Aida 3.

## Tentoonstelling
De permanente tentoonstelling, geopend op 22 september 1971, biedt een overzicht van 11.000 jaar geschiedenis in Pärnumaa, van het neolithicum tot de late jaren tachtig, inclusief lokale ontwikkelingen en een mini-cinema met archieffilms. De collectie omvat 83,160 items, waaronder de opmerkelijke steentijd-Madonna: een meer dan 8000 jaar oud menselijk beeldhouwwerkje, een fragment van een 14e-eeuws koopvaardijschip, en een glazen vloer die uitkijkt op archeologische resten van historische stadspoorten.